# Берестів
Берестів — село на Коломийщині, яке зникло.
Вперше в історичних документах згадується 1548, востаннє — 1566.
Походить від особової назви Берест або від назви дерева — берест. Науковець Дмитро Бучко припускає, що Берестів — це, можливо, поле Берести у селі Нижньому Вербіжі Коломийського району, фактично, урочище — узвишшя у цьому селі.